# Claudia Lichtenberg
Claudia Lichtenberg geb. Häusler (* 17. November 1985 in München) ist eine ehemalige deutsche Radrennfahrerin.

## Werdegang
Claudia Lichtenberg absolvierte im Jahr 2005 ihr Abitur am Gymnasium Geretsried und studierte ab 2005 Maschinenbau in der Fachrichtung Entwicklung und Konstruktion an der TU München.
2006, im zweiten Jahr bei der Eliteklasse, konnte Lichtenberg die Deutsche Straßenmeisterschaft in Klingenthal und 2007 die Deutschen Bergmeisterschaften für sich entscheiden.
Ihre größten internationalen Erfolge erzielte sie bei Etappenrennen. Sie gewann 2009 die Tour de l’Aude Cycliste Féminin und den Giro Donne als Mitglied des Cervélo-Lifeforce Cycling Teams sowie 2013 den Giro della Toscana Femminile als Mitglied der US-amerikanischen Mannschaft TIBCO-To The Top. 2014 entschied sie die Route de France Féminine für sich. 2017 beendete sie ihre Radsportlaufbahn.

## Namensänderung
Claudia Lichtenberg wurde während ihrer Radsport-Karriere zunächst unter dem Namen „Häusler“ bekannt. Im Juni 2014 heiratete sie den Radsportler und heutigen Eurosportkommentator Christian Lichtenberg und fuhr fortan unter dem Namen „Lichtenberg“.

## Erfolge

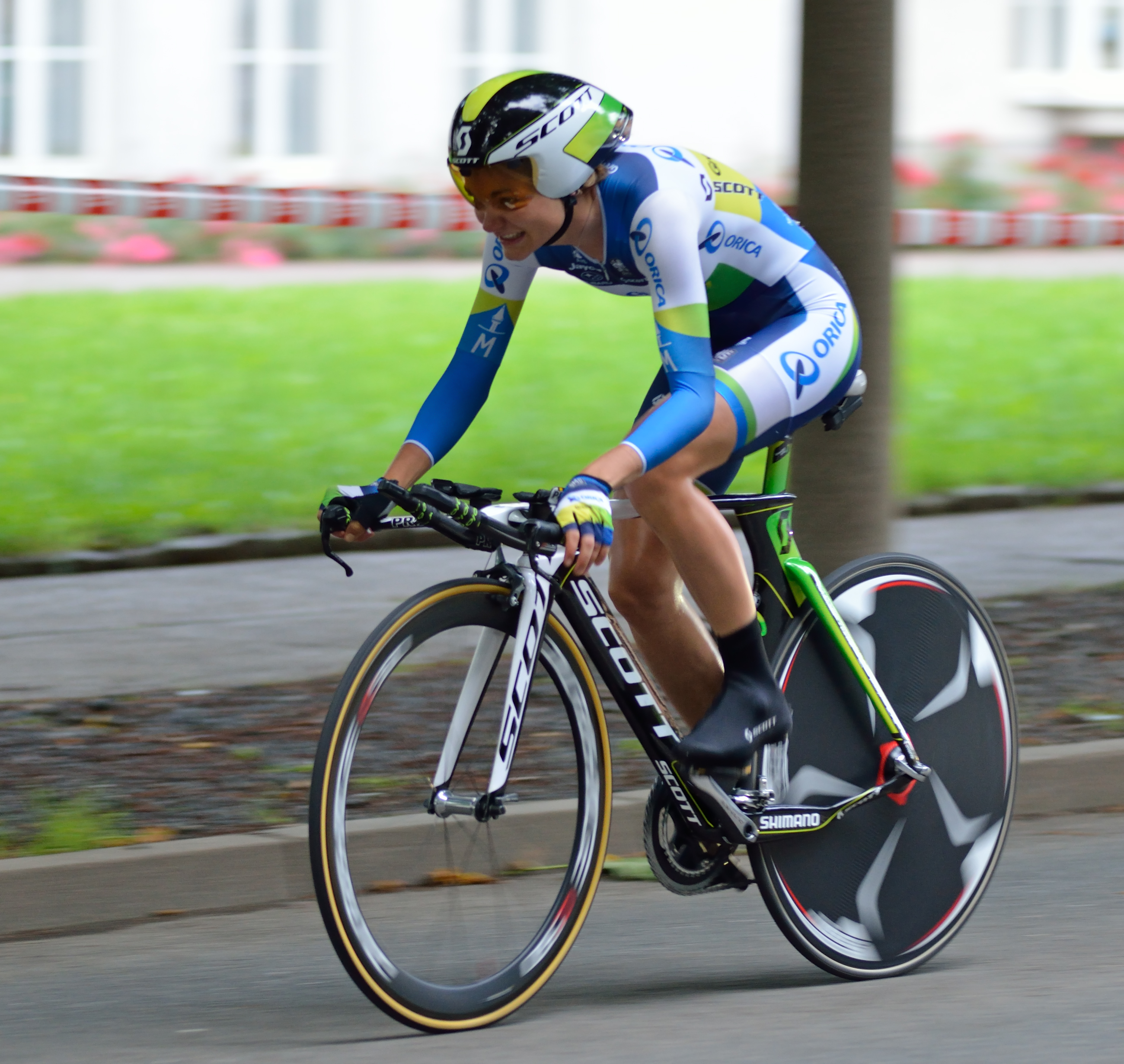
Claudia Lichtenberg bei der Internationalen Thüringen-Rundfahrt der Frauen 2012

2001 (Jugend)Bayerische Meisterin Straße
2002 (Juniorin)Bayerische Meisterin Berg
2003 (Juniorin)
 Deutsche Meisterschaften Einzelzeitfahren
 Deutsche Bergmeisterschaften
2005
Deutsche Bergmeisterschaften
Bayerische Meisterin Straße
2006
 Deutsche Meisterin Straße
 Deutsche Bergmeisterschaften
2007
 Deutsche Meisterin Berg
 Deutsche Meisterschaft Straße
2008
eine Etappe und  Nachwuchswertung Giro d’Italia Femminile
 Deutsche Meisterschaft Berg
2009
Gesamtwertung Tour de l’Aude Cycliste Féminin
 Gesamtwertung, eine Etappe und  Punktewertung Giro d’Italia Femminile
2010
Gesamtwertung Emakumeen Bira
2013
Gesamtwertung Giro della Toscana Femminile – Memorial Michela Fanini
2014
 Deutsche Bergmeisterschaften
Gesamtwertung und eine Etappe Route de France Féminine
2016
- eine Etappe Trophée d’Or Féminin